# Станковаць
Станковаць (хорв. Stankovac) — населений пункт у Хорватії, в Сисацько-Мославинській жупанії у складі міста Глина.

## Населення
Населення за даними перепису 2011 року становило 24 осіб.
Динаміка чисельності населення поселення:

## Клімат
Середня річна температура становить 10,81 °C, середня максимальна – 25,34 °C, а середня мінімальна – -6,06 °C. Середня річна кількість опадів – 969 мм.
| Клімат поселення                              | Клімат поселення | Клімат поселення | Клімат поселення | Клімат поселення | Клімат поселення | Клімат поселення | Клімат поселення | Клімат поселення | Клімат поселення | Клімат поселення | Клімат поселення | Клімат поселення | Клімат поселення |
| Показник                                      | Січ.             | Лют.             | Бер.             | Квіт.            | Трав.            | Черв.            | Лип.             | Серп.            | Вер.             | Жовт.            | Лист.            | Груд.            |                  |
| Середній максимум, °C                         | 7,00             | 8,81             | 13,33            | 17,60            | 22,19            | 25,34            | 24,30            | 23,57            | 19,98            | 15,00            | 9,31             | 5,34             |                  |
| Середня температура, °C                       | 0,45             | 2,28             | 6,80             | 11,06            | 15,66            | 18,81            | 20,48            | 19,75            | 16,16            | 11,18            | 5,51             | 1,53             |                  |
| Середній мінімум, °C                          | −6,06            | −4,26            | 0,26             | 4,52             | 9,12             | 12,26            | 16,67            | 15,95            | 12,36            | 7,36             | 1,68             | −2,3             |                  |
| Норма опадів, мм                              | 59               | 57               | 66               | 78               | 83               | 95               | 86               | 90               | 91               | 93               | 97               | 74               |                  |
| Середньомісячна швидкість вітру, м/с          | 1.70             | 1.85             | 2.30             | 2.15             | 2.00             | 1.80             | 1.80             | 1.60             | 1.60             | 1.65             | 1.72             | 1.72             |                  |
| Середньомісячна сонячна радіація, кДж/м²·день | 4239             | 6991             | 10624            | 15086            | 19319            | 21253            | 22445            | 19529            | 14300            | 8862             | 4687             | 3431             |                  |
| --------------------------------------------- | ---------------- | ---------------- | ---------------- | ---------------- | ---------------- | ---------------- | ---------------- | ---------------- | ---------------- | ---------------- | ---------------- | ---------------- | ---------------- |
| Джерело:                                      |                  |                  |                  |                  |                  |                  |                  |                  |                  |                  |                  |                  |                  |